# Sainte-Vaubourg
Sainte-Vaubourg är en kommun i departementet Ardennes i regionen Grand Est (tidigare regionen Champagne-Ardenne) i nordöstra Frankrike. Kommunen ligger  i kantonen Attigny som ligger i arrondissementet Vouziers. År 2022 hade Sainte-Vaubourg 83 invånare.

## Befolkningsutveckling
Antalet invånare i kommunen Sainte-Vaubourg
Referens: INSEE